# Hrádek nad Nisou
Hrádek nad Nisou é uma cidade checa localizada na região de Liberec, distrito de Liberec.